# Międzynarodowa Helsińska Federacja na rzecz Praw Człowieka
Międzynarodowa Helsińska Federacja Praw Człowieka (IHF) – organizacja zrzeszająca ponad 20 krajów Komitetów Helsińskich.
Celem założonej w Wiedniu w 1982 roku federacji było kontrolowanie respektowania praw człowieka przez państwa – sygnatariuszy Aktu Końcowego oraz innych dokumentów KBWE/OBWE. Komitety krajowe opracowują sprawozdania dotyczące sytuacji w poszczególnych krajach, a ich członkowie biorą udział w misjach specjalnych, wysyłanych do państw naruszających prawa człowieka, oraz prowadzą na szeroką skalę działalność edukacyjno-informacyjną. Polskimi odpowiednikami tej organizacji w czasach PRL-u były: Ruch Obrony Praw Człowieka i Obywatela oraz Komitet Obrony Robotników.
W dniu 7 grudnia 2007 roku, Ulrich Fischer Prezydent Helsińskiej Federacji Praw Człowieka (z siedzibą w Wiedniu, Wickenburgg. 14/7, A-1080 Vienna, Austria) poinformował listownie komitety w poszczególnych krajach o złożeniu wniosku o upadłość w Sądzie Gospodarczym w Wiedniu.
W styczniu 2008 roku austriacki sąd wydał wyrok skazujący byłego dyrektora finansowego IHF Rainera Tannenbergera za sprzeniewierzenie 1,2 miliona euro.